# James A. Johnston
James Aloysius Johnston (15. september 1874 i Brooklyn i New York - 7. september 1954 i San Francisco i Californien) var den første inspektør ved Alcatraz Føderale Fængsel. Han var inspektør fra 1934 til 1948.

## Biografi
Johnston blev forældreløs i en alder af ti år og begyndte at arbejde som 15-årig på Weinstock, Lubin og Co, hvor han solgte slips i herreekviperingsafdelingen. Han blev forfremmet til administrerende direktør hos Weinstock Lubin. Han startede senere Johnston's Men's Wear på Market St. 916 i San Francisco. Han blev valgt til tilsynsrådet i San Francisco i 1907 og blev udnævnt til formand for California State Board of Control i 1911. Han tjente som vagt på Folsom og San Quentin
Det var Johnston, der var medvirkende til udviklingen af Alcatraz Føderale Fængsel i 1934. Han fungerede som fængslets første inspektør fra 1934 indtil 1948. Han blev anset for at håndhæve en meget streng disciplin og være en from reformist der indførte en række regler i fængslet, herunder et strengt kodeks for stilhed, hvilket førte til, at han fik tilnavnet "Golden Rule Warden" allerede i dagene på San Quentin. Men han var forholdsvis populær blandt de indsatte og vagterne; de indsatte kaldt ham "Old Saltwater". Han stillede spørgsmålstegn ved tidens barbariske afstraffelsesmetoder som fx brugen af spændetrøje og isolationsfængsling i mørke. Johnston arbejdede hen imod en generel forbedring af livet for fangerne. I 1937 blev han angrebet af Burton Phillips bagfra i spisesalen. Phillips slog Johnston i vrede over en strejke, men inspektøren fortsatte med at deltage i måltiderne uden bevogtning. Ti af de fjorten flugtforsøg, der gennem historien er blevet iværksat fra Alcatraz, fandt sted, da Johnston var fængselsinspektør, herunder det flugtforsøg, der resulterede i Slaget ved Alcatraz. Johnston skrev flere bøger i løbet af sin levetid, herunder "Prison Life is Different", hvori han dokumenterer sin tid som vogter ved Folsom, San Quentin og Alcatraz. Han blev gift med Ida Mae Fulton og havde en søn og tre døtre.
Han døde af en infektion i bronkierne den 7. september 1954 i San Francisco.